# Mont Olivia
Pour les articles homonymes, voir Olivia.
Le mont Olivia ou cerro Olivia (en espagnol : Monte Olivia) est une montagne argentine de Terre de Feu qui domine Ushuaïa à 10 kilomètres environ à l’est.

## Toponymie
Il a été nommé par Thomas Bridges en l'honneur d’Olivia Edith Dean Townshend, la femme de William Cleaver Francis Robinson, gouverneur des îles Malouines en 1866,. Les Amérindiens Yamanas lui ont donné le nom de Caioataca ou Gaioataca dérivé du mot Apaca qu’ils donnaient à la vallée où coule la rivière éponyme. Une autre version veut que son nom provienne d’une adaptation en castillan du nom indigène Uliwaia qui signifie « pointe de harpon » en yamana.

## Géographie
Situé dans la partie occidentale du massif Sorondo de la cordillère fuégienne orientale qui se poursuit à l’est vers la péninsule Mitre, le mont Olivia qui culmine à 1 470 mètres — d’autres mesures ont donné une altitude de 1 326 mètres voire 1 328 mètres — est très reconnaissable depuis la ville d’Ushuaïa par son pic et ses tours à son sommet ainsi que par ses versants dénudés de forêts fuégiennes. Au pied de sa face ouest passe la Panaméricaine (route nationale 3). D’Ushuaïa s’observe à sa droite le cerro Cinco Hermanos avec ses cinq pics. Le mont Olivia possède deux glaciers : les glaciers Sud et De Agostini (sud-ouest).

## Histoire
La première ascension est réalisée en février 1913 par le Père De Agostini avec deux guides italiens de Valtournenche, Abele et Agostino Pession,. La tour sommitale Nord, appelée sommet des Frères Bridges, a été escaladée en 1902 par Lucas et Guillermo Bridges.

## Ascension
Il existe plusieurs voies, comme la plus fréquentée la voie Nord-Est (ou voie Normale), la voie Sud-Ouest et la voie Maloya.